# 횡성군의회
횡성군의회는 강원특별자치도 횡성군 지역을 관할하는 기초의회이다.